# Conchocarpus bellus
Conchocarpus bellus är en vinruteväxtart som beskrevs av J. A. Kallunki. Conchocarpus bellus ingår i släktet Conchocarpus och familjen vinruteväxter. Inga underarter finns listade i Catalogue of Life.